# Just-in-time teaching
Just-in-Time Teaching (ou em tradução livre: Ensino sob Medida) é uma Metodologia ativa proposta em 1996 por Gregory M. Novak . Esta metodologia apresenta alguns objetivos, entre eles temos: desenvolver a capacidade de comunicação oral do estudante; desenvolver a capacidade de trabalhos em grupo e; fazer do estudante autor do seu próprio aprendizado são alguns dos objetivos. 
O desenvolvimento do Just-in-Time Teaching se dá através de momentos de pré-aula, em que o estudante é submetido a leituras de capítulos de livros, artigos ou até sugestões de vídeos (ou semelhantes a cargo do(a) professor(a) regente) sobre o assunto a ser trabalhado nas aulas seguintes. Após a leitura, ainda fora de sala de aula, são apresentadas algumas questões conceituais sobre o texto/vídeo cujas respostas serão utilizadas pelo professor para focar as aulas nas principais dificuldades dos estudantes. Entretanto, o Just-in-Time Teaching ainda propõe que a aula preparada não seja com o foco no professor, ao contrário disso, os alunos serão expostos as suas próprias respostas e então é sugerida a discussão entre eles para que corrijam uns aos outros ou que cheguem em um consenso.
Em um estudo realizado na Universidade de Indiana foi percebido que a taxa de reprovação dos estudantes caiu significantemente em disciplinas introdutórias de Mecânica e Eletricidade e Magnetismo por um fator que independe do professor, já que tal método foi aplicado em semestres diferentes e com professores diferentes.

## Tecnologias da Informação e Comunicação no JiTT
As Tecnologias da Informação e Comunicação, ou TICs, podem ser de grande auxílio na hora de aplicar o Just-in-Time Teaching (JiTT) tanto na etapa pré aula quando durante a aula. Como dito, a primeira etapa do JiTT é dada pelo estudo de um material prévio que dará conhecimentos prévios aos estudantes. Tal material pode variar dentre um artigo, um vídeo, simulações e outros, portanto, os estudantes já estão em contato com as TICs. Esta é certamente a forma mais simplista de utilizar o JiTT e de fazer o contato entre o estudante e as tecnologias, mas existem aplicações mais desenvolvidas que veremos em seguida.
Uma aplicação do JiTT realizada nos Estatos Unidos em uma disciplina de Eletromagnetismo feita por Lasry et al (2014)  sugere um desenvolvimento maior na hora de questionar os estudantes nas tarefas de leitura (conjunto de questões WarmUp e Puzzles realizados antes das aulas ). Para a realização das terefas e resolução dos problemas foi utilizada a plataformas LON-CAPA, tal plataforma permite a visualização das etapas pelas quais os estudantes passaram para resolver certos problemas, assim o professor tem uma melhor visualização sobre as dificuldades dos estudantes.
Outras plataformas diversas semelhantes a LON-CAPA são utilizadas nas obras. Outra plataforma sugerida pelo professor Mohotalla (2013) também nos Estados Unidos foi o Wikispaces, uma plataforma que permitia os usuários publicarem suas próprias páginas de Wiki gratuitamente e que se encontra fechado desde 2018. Com os Wikispaces os estudantes tinham a possibilidade de se inscrever na turma virtual criada pelo professor (este passo seria opicional) e lá seriam colcodas as tarefas de leitura. Após o estudo do material disposto pelo professor, era possível que o estudante realizasse as questões no site e, algum tempo antes da aula, o professor poderia dispor as questões dos estudantes (de forma anônima) para que os colegas pudessem opinar sobre a resposta.
Além das diferentes plataformas que permitem a aplicação do JiTT, sabemos que esta metodologia não deve ser aplicada apenas fora de sala de aula. Portanto, Guertin et al. (2007) , além de utilizar uma plataforma para propor as tarefas de leitura, sugere a aplicação de pequenos puzzles (questões mais objetivas) durante as aulas, para que os estudantes cosigam acompanhar e para que o professor tenha noção, em tempo real, sobre o entendimento dos estudantes. Além de Guertin, Oliveira et al. (2015)  fazem um mix entre as metodologias JiTT e Peer Instruction, e assim utilizam a maior parte do tempo de aula para desenvolver noções conceituais com os estudantes, noções estas que foram adquiridas em casa através do JiTT. Então, após uma pequena exposição de 15 minutos sobre o tema da aula (já focado nas dificuldades dos estudantes) são realizadas questões conceituais e de múltipla escolha em que os estudantes devem responder através de flashcards (cartões com as alternativas A, B, C, D,...), assim o professor tem o resultado na hora. É dito que os flashcards podem comprometer as respostas dos estudantes já que podem ver a resposta da maioria, por isso foi proposto a utilzação dos Clickers, aparelho eletrônico em que o estudante digita sua resposta e apenas o professor tem o resultado das respostas. Uma terceira alternativa, mais barata, é a utilização dos Plickers, cartões com código QR que podem ser lidos através de um aplicativo no celular do professor. Ao aplicar e ter a resposta na hora o professor pode decidir se da seguimento na aula, repete o conteúdo, ou coloca os estudantes para argumentarem suas respostas entre si.
1. ↑  NOVAK, G. M.; PATTERSON, E. T.; GAVRIN, A. D.; CHRISTIAN, W. Just-in-Time Teaching: blending active learning with web technology. Upper Saddle River: Prentice Hall, 1999.
2. 1 2  OLIVEIRA, V.; VEIT, E. A.; ARAÚJO, I. S. Relato de experiência com os métodos Ensino sob Medida (Just-in-Time Teaching) e Instrução pelos Colegas (Peer Instruction) para o Ensino de Tópicos de Eletromagnetismo no nível médio. Caderno Brasileiro de Ensino de Física, v. 32, n.1, p. 180-206, abr. 2015
3. ↑  GAVRIN, A. WATT, J. X.; MARRS, K.; BLAKE, R. E. Just-in-Time Teaching (JiTT): using the web to enhance classroom learning. Computers in Education Journal, Port Royal, v. 14. p. 51-60, 2004.
4. ↑  LASRY, N., DUGDALE, M., CHARLES, E. Just in Time to Flip Your Classroom. The Physics Teacher Vol. 52, January 2014.
5. ↑  ARAÚJO, I. S., MAZUR, E. INSTRUÇÕES PELOS COLEGAS E ENSINO SOB MEDIDA: UMA PROPOSTA PARA O ENGAJAMENTO DOS ALUNOS NO PROCESSO DE ENSINO-APRENDIZAGEM DE FÍSICA. Cad. Bras. Ens. Fís. v. 30, n. 2: p. 362 – 384, ago 2013.
6. ↑  MOHOTTALA, H. E. The Combination of Just-in-Time Teaching and Wikispaces in Physics Classrooms. The Physics Teacher Vol. 51, January 2013.
7. ↑  GUERTIN A. L., ZAPPE S. E., KIM, H. Just-in-Time Teaching Exercises to Engage Students in an Introductory-Level Dinosaur Course. J Sci Technol (2007) 16:507-514